# Pat ze Srebrnego Gaju
Pat ze Srebrnego Gaju (ang. Pat of Silver Bush) – powieść Lucy Maud Montgomery z 1933 roku, o przygodach dziewczynki o imieniu Patrycja. Kontynuacją tej książki jest Pani na Srebrnym Gaju.
Tytułowa bohaterka Patrycja Gardiner, zwana Pat, to w przeciwieństwie do Ani Shirley, otoczona troskliwą rodziną dziewczynka, której największym talentem jest dar kochania świata. Najważniejsze miejsce w sercu Pat zajmuje dom i jego mieszkańcy, a szczególnie dobry duch rodziny - znająca tysiące historyjek, królująca w kuchni i sprawująca faktyczne rządy w Srebrnym Gaju stara służąca Judysia. Gdy na Pat zwali się cała lawina niespodziewanych zdarzeń - na świat przyjdzie jej młodsza siostra, stoczy walkę z chorobą i charakter dziewczynki zostanie wystawiony na ciężką próbę. Na szczęście Pat zawsze będzie mogła liczyć na swoich przyjaciół, między innymi wspaniałego przyjaciela o imieniu Hilary i uroczą Bietkę. Jednak z czasem Hilary uświadamia sobie, że do Pat czuje więcej niż tylko przyjaźń. Później Hilary wyjeżdża na studia, a Pat zostaje w ukochanym domu - Srebrnym Gaju.